# کلاناد
کلاناد (به ایرلندی: Clannad) یک گروه موسیقی ایرلندی است که در سال ۱۹۷۰ در گویدور، شهرستان دانیگول توسط دو خواهر و برادر، پُل و مویا برنان و دایی‌های دوقلویشان نوئل و پادرایگ دوگان ایجاد شد. آن‌ها در سبک‌های متعددی از جمله فولکلور، فولک راک، سنتی ایرلندی، سلتیک و نیو ایج با عناصری از جاز ملایم و گریگوری ترانه سروده‌آند.